# War (musikgrupp)
War är en amerikansk musikgrupp som bildades 1969 i Long Beach, Kalifornien, USA. De spelade R&B, funk och soulmusik, ofta med latinamerikanska rytmer inblandade. Deras texter behandlade ofta socialrealistiska ämnen om exempelvis livet i slummen och protester mot rasmotsättningar, men själva musiken var ofta lättmottagligt positiv och avslappnad. Mest kända är de dock för billåten "Low Rider" från 1975.
De upptäcktes av producenten Jerry Goldstein och började spela in musik med The Animals gamla sångare Eric Burdon 1970 under namnet Eric Burdon & War. Förutom Burdon bestod gruppen då av Sylvester "Papa Dee" Allen (percussion, sång), Howard E. Scott (gitarr), Leroy "Lonnie" Jordan (keyboards), Charles Miller (saxofon, flöjt), Lee Oskar (munspel), Morris "Bee Bee" Dickerson (bas), och Harold Brown (trummor). De fick en hitsingel i USA och delar av Europa på våren 1970 med "Spill the Wine" där Burdon pratsjöng sin text till Wars avslappande latininspirerade kompmusik. 
Burdon spelade in två album med gruppen innan han lämnade den 1971 och de fortsatte under namnet War. De hade sedan en radda med hitsinglar i USA från och med 1971 så som; "All Day Music" (1971), "The Cisco Kid" (1972), och "Gypsy Man" (1973). 1975 åtnjöt de en av sina största framgångar med albumet Why Can't We Be Friends? där både titellåten och "Low Rider" blev framgångsrika singlar för gruppen. "Low Rider" blev också deras första singel att listnoteras i Storbritannien då den nådde #12 på UK Singles Chart. Året därpå lanserades deras första Greatest Hits-samling där även en ny låt, "Summer" ingick. Den släpptes som singel och blev ytterligare en framgång för gruppen i USA. Deras sista framgång på 1970-talet blev singeln "Galaxy" från albumet med samma namn 1977, tydligt inspirerad av de då populära Star Wars-filmerna.
1979 lämnade Dickerson gruppen, och 1980 mördades gruppens saxofonist Charles Miller. Några nya medlemmar tillkom också i samma veva. Deras skivor från och med 1979 var inte särskilt framgångsrika kommersiellt sett. Under 1980-talet fortsatte de spela in album, men mer sporadiskt. Allen avled 1988 efter att ha fått en hjärtattack under ett uppträdande. Gruppens överlevande medlemmar återförenades för inspelning av ett nytt album 1993, men sedan dess har de inte släppt något nytt studiomaterial. 1996 började flera av gruppens originalmedlemmar uppträda som "The Lowrider Band" eftersom man ville slå sig loss från producenten Jerry Goldstein som äger rättigheterna till namnet "War". Lonnie Jordan valde dock som enda originalmedlem att fortsätta samarbetet med Goldstein under namnet "War" tillsammans med andra musiker. Under 2000-talet har det alltså funnits två musikgrupper som uppträtt med låtmaterial från War, men där "The Lowrider Band" har flest originalmedlemmar (Dickerson, Brown, Oskar, och Scott).

## Diskografi
Studioalbum
- Eric Burdon Declares "War"  (1970)
- The Black-Man's Burdon (1970)

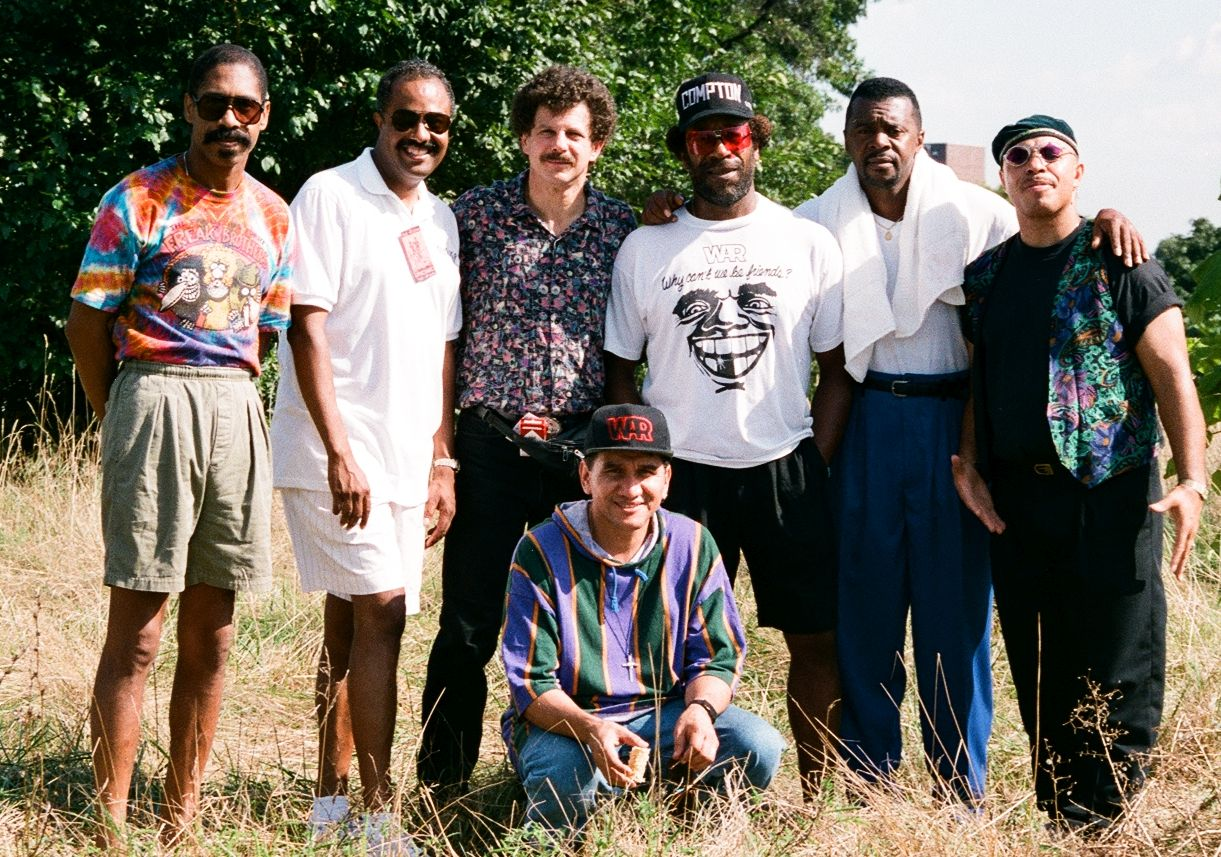
War 1992

  - "Spirit" – en låt på albumet The Black-Man's Burdon
- War (1971)
- All Day Music (1971)
- The World Is a Ghetto (1972)
- Deliver the Word (1973)
- Why Can't We Be Friends? (1975)
- Platinum Jazz (1977)
- Galaxy (1978)
- The Music Band (1979)
- The Music Band 2 (1979)
- Outlaw (1982)
- Life (Is so Strange) (1983)
- On Fire (1987)
- Peace Sign (1994)